# IVY THE KIWI?
『IVY THE KIWI?』（アイビィ ザ キウィ?）は、中裕司プロデュース・プロペ開発のアクションゲーム。
2009年12月17日にWindows Phone（Windows Mobile 6.x）向けに発売され、2010年4月22日にはバンダイナムコゲームスよりニンテンドーDS版、Wii版が発売されたほか、4月20日にWiiウェア版、4月21日にニンテンドーDSiウェア版の『IVY THE KIWI? mini』（各1000ポイント）が配信開始された。

## 概要
蔦（IVY）を引っ張って、羽化したばかりのキウィ（KIWI）をゴールに導く横スクロールアクションゲーム。
『IVY THE KIWI? mini』は1人専用でステージ数が限定されている。